# 남아프리카플라이쥐
남아프리카플라이쥐(학명: Otomys irroratus)는 쥐과에 속하는 설치류의 일종이다. 아프리카플라이쥐속의 모식종이다. 분포 지역은 남쪽으로 남아프리카공화국 웨스턴케이프 주부터 남부와 동부 해안 그리고 인근 내륙 지역, 남부 나탈 지역의 아열대 지역까지 확장된다. 분포 지역에 레소토 또한 포함된다. 더 나아가 북쪽 해안 지역 주변에서는 발견되지 않는다. 그러나 내륙 지역에서는 북쪽의 열대 지역과 에스와티니 일부 지역을 포함하여 트란스발 지방 북쪽 국경 지대 인근 지역에서 발견된다. 더 북쪽으로 짐바브웨 열대 동부 지역과 모잠비크 근처에서는 고립된 개체군이 아직도 분명히 존재한다. 서식지는 온대 기후 지역의 저고도 습지와 초원과 아열대와 열대 고고도 초원, 습지 그리고 농장 지역이다.